# 韦尔纳茹勒
韦尔纳茹勒（法語：Vernajoul，法語發音：[vɛʁnaʒul]）是法国阿列日省的一个市镇，属于富瓦区。

## 地理
韦尔纳茹勒（42°59'11"N, 1°36'25"E）面积9.08 平方千米，位于法国奧克西塔尼大區阿列日省，该省份为法国西南部内陆省份，西部和北部与上加龙省接壤，东临奥德省，东南至东比利牛斯省接壤，南与安道尔和西班牙接壤。
与韦尔纳茹勒接壤的市镇（或旧市镇、城区）包括：博卢、科斯、克朗帕尼亚、富瓦、卢比耶尔。

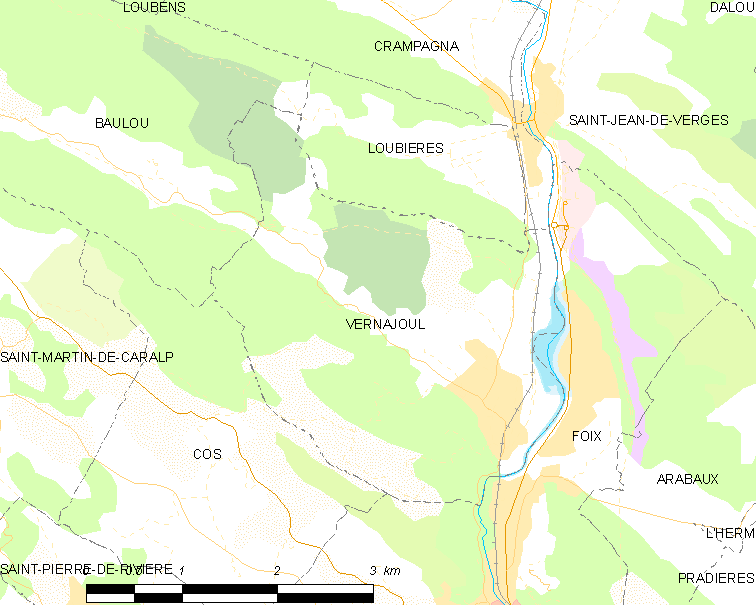
韦尔纳茹勒的OSM定位图

韦尔纳茹勒的时区为UTC+01:00、UTC+02:00（夏令时）。

## 行政
韦尔纳茹勒的邮政编码为09000，INSEE市镇编码为09329。

## 政治
韦尔纳茹勒所属的省级选区为阿列日河谷县。

## 人口

1962-2008年间韦尔纳茹勒人口变化图示

韦尔纳茹勒于2022年1月1日时的人口数量为710人。